# Egbert de Graeff
Jhr. Egbert Cornelis Christiaan de Graeff (Amsterdam, 11 december 1936 - Gorinchem, 7 juli 2017) was een Nederlands hockeyer.

## Biografie
De Graeff was afkomstig uit het geslacht De Graeff en een zoon van bestuurder jhr. mr. Herman Jacob de Graeff (1907-1978) en Christine Henriëtte van Lennep (1910-2004). Hij speelde vele jaren voor de hockeyclub TOGO uit Den Haag. Hij kwam enkele keren uit in het nationale team en was onder andere deelnemer aan de Olympische Spelen van 1960 te Rome, waar hij met het Nederlandse team de 9e plaats behaalde.
In zijn professionele leven was hij directeur bij een verzekeringsbedrijf. Hij trouwde in 1962 met jkvr. Alida Maria (Lia) de Rotte (1942-2021), telg uit het geslacht De Rotte met wie hij drie kinderen kreeg.

## Bron
- (en)  Profiel van Egbert de Graeff op sports-reference.com (gearchiveerd)

Wim de Beer · 
Patrick Buteux van der Kamp · 
Carel Dekker · 
Thom van Dijck · 
Jan-Willem van Erven Dorens · 
Frans Fiolet · 
Jan van Gooswilligen · 
Egbert de Graeff · 
Freddie Hooghiemstra · 
Jaap Leemhuis · 
Gerard Overdijkink · 
Gerrit de Ruiter · 
Theo Terlingen · 
Theo van Vroonhoven · 
Hans Wagener · 
Eddie Zwier · 
Coach: Jan Anjema